# Гдинь
Гдинь (хорв. Gdinj) — населений пункт у Хорватії, у Сплітсько-Далматинській жупанії у складі громади Єлса.

## Населення
Населення за даними перепису 2011 року становило 133 осіб.
Динаміка чисельності населення поселення:

## Клімат
Середня річна температура становить 15,35 °C, середня максимальна – 27,40 °C, а середня мінімальна – 3,05 °C. Середня річна кількість опадів – 789 мм.
| Клімат поселення                              | Клімат поселення | Клімат поселення | Клімат поселення | Клімат поселення | Клімат поселення | Клімат поселення | Клімат поселення | Клімат поселення | Клімат поселення | Клімат поселення | Клімат поселення | Клімат поселення | Клімат поселення |
| Показник                                      | Січ.             | Лют.             | Бер.             | Квіт.            | Трав.            | Черв.            | Лип.             | Серп.            | Вер.             | Жовт.            | Лист.            | Груд.            |                  |
| Середній максимум, °C                         | 12,94            | 11,33            | 13,59            | 16,81            | 21,55            | 25,61            | 27,40            | 27,23            | 22,93            | 18,91            | 14,88            | 13,29            |                  |
| Середня температура, °C                       | 8,80             | 7,19             | 9,46             | 12,65            | 17,41            | 21,48            | 24,49            | 24,32            | 20,04            | 16,01            | 11,97            | 10,36            |                  |
| Середній мінімум, °C                          | 4,67             | 3,05             | 5,32             | 8,53             | 13,28            | 17,33            | 21,57            | 21,41            | 17,10            | 13,07            | 9,04             | 7,47             |                  |
| Норма опадів, мм                              | 80               | 67               | 69               | 63               | 49               | 42               | 28               | 45               | 64               | 89               | 103              | 90               |                  |
| Середньомісячна швидкість вітру, м/с          | 3.77             | 4.09             | 4.09             | 3.67             | 3.19             | 2.91             | 2.92             | 2.79             | 3.17             | 3.40             | 4.21             | 4.29             |                  |
| Середньомісячна сонячна радіація, кДж/м²·день | 5710             | 8517             | 12195            | 16600            | 20513            | 23385            | 24964            | 22087            | 16413            | 10732            | 6227             | 4829             |                  |
| --------------------------------------------- | ---------------- | ---------------- | ---------------- | ---------------- | ---------------- | ---------------- | ---------------- | ---------------- | ---------------- | ---------------- | ---------------- | ---------------- | ---------------- |
| Джерело:                                      |                  |                  |                  |                  |                  |                  |                  |                  |                  |                  |                  |                  |                  |